# Staffan Kronwall
Staffan Kronwall (* 10. září 1982 Järfälla) je bývalý švédský hokejový obránce, který odehrál několik sezón s různými kluby na pomezí severoamerických lig NHL a AHL, než odešel do ruské ligy KHL, ve které odehrál bezmála 500 utkání za Severstal Čerepovec a Lokomotiv Jaroslavl. V Lokomotivu v letech 2020–2022 působil jako skaut.

## Hráčská kariéra
S hokejem začínal společně s bratry Mattiasem a Niklasem v týmu Järfälla HC ale do profesionálního hokeje vstoupil v sezóně 2000/01 v týmu Huddinge IK ve třetí nejvyšší lize Division 1, kde odehrál jeden zápas v základní části a taktéž jeden zápas v Kvalserien. Tým Huddinge IK se probojoval do druhé nejvyšší ligy HockeyAllsvenskan se kterým odehrál celou sezónu. Po sezóně byl v roce 2002 draftován v NHL v 9. kole celkově 285., týmem Toronto Maple Leafs. Po draftu odešel do týmu Djurgårdens IF Hockey, kde debutoval v domácí nejvyšší lize Elitserien. V Djurgårdens odehrál čtyři sezóny 2002/05 včetně sezóny 2004/05, kdy odehrál tři zápasy v Brynäs IF.
V létě 2005 odešel do zámoří, do týmu Toronto Maple Leafs, kteří si ho vybrali z draftu. V nové sezóně 2005/06 začal na farmě v Toronto Marlies ale postupem časů se zapojoval do Toronto Maple Leafs. V následující sezóně hrával jenom na farmě v Toronto Marlies a v další sezóně 2007/08 odehrál v týmu Toronto Maple Leafs 18 zápasů a na farmě v Toronto Marlies celkem 45 zápasů. Sezónu 2008/09 začal opět na farmě v Toronto Marlies, kde hrával do 6. února 2009, kdy byl přemístěn do waiver listu a hned na to si ho vzal Washington Capitals. Po uplynutí osmi dnů odehrál první zápas v jiném klubu NHL v Capitals. Za Capitals odehrál následně jeden zápas než byl poslán na farmu v Hershey Bears, kde odehrál jen dva zápasy než byl zpátky povolán do Capitals na jeden zápas. Poté hrával jen na farmě v Hersey Bears se kterým vybojoval Calder Cup. 2. července 2009 podepsal smlouvu s týmem Calgary Flames jako volný hráč. Opět v nové sezóně začal na farmě v Abbotsford Heat ale v začátku října byl povolán do Calgary Flames, kde odehrál pět zápasů, poté byl poslán zpět na farmu v Abbotsford Heat. Konci měsíce října byl opět povolán do Calgary Flames, kde odehrál šest zápasů, poté byl poslán zpět na farmu, kde strávil již celou sezónu 2009/10. V následují sezóně 2010/11 odehrál jeden zápas v AHL za Abbotsford Heat, poté se 11. října 2010 vrátil zpět do Švédska do týmu Djurgårdens IF Hockey, kde strávil celou sezónu. S týmem sice postoupil do playoff ale skončili hned ve čtvrtfinále. 20. dubna 2011 podepsal smlouvu s týmem Severstal Čerepovec, který působí v Kontinentální hokejové lize. Dalších osm sezón odehrál za Lokomotiv Jaroslavl, 16. března 2020 ukončil hokejovou kariéru.

## Ocenění a úspěchy
- 2009 AHL - Nejlepší nahrávač v playoff mezi obránci
- 2009 AHL - Nejproduktivnější obránce v playoff
- 2013 KHL - Utkání hvězd
- 2016 KHL - Obránce měsíce listopadu 2015
- 2016 KHL - Gentleman na ledě
- 2018 KHL - Utkání hvězd
- 2019 KHL - Obránce měsíce února 2019

## Prvenství

### NHL
- Debut - 29. října 2005 (Toronto Maple Leafs proti Ottawa Senators)
- První asistence - 7. února 2006 (Toronto Maple Leafs proti Atlanta Thrashers)
- První gól - 6. října 2009 (Calgary Flames proti Montreal Canadiens, slovenskému brankáři Jaroslav Halák)

### KHL
- Debut - 12. září 2011 (Severstal Čerepovec proti OHK Dynamo Moskva)
- První asistence - 18. září 2011 (Severstal Čerepovec proti Torpedo Nižnij Novgorod)
- První gól - 24. září 2011 (Metallurg Magnitogorsk proti Severstal Čerepovec, ruskému brankáři Georgij Gelašvili)

## Klubové statistiky
| Sezóna       | Klub                     | Soutěž       |     | Základní část | Základní část | Základní část | Základní část | Základní část |    | Play off | Play off | Play off | Play off | Play off |
| Sezóna       | Klub                     | Soutěž       | Z   | G             | A             | B             | TM            | Z             | G  | A        | B        | TM       |          |          |
| 1999/2000    | Huddinge IK 18           | All-18       | 2   | 0             | 1             | 1             | 0             | 5             | 0  | 2        | 2        | 0        |          |          |
| 1999/2000    | Huddinge IK 20           | SE-20        | 34  | 2             | 0             | 2             | 38            | —             | —  | —        | —        | —        |          |          |
| 2000/2001    | Huddinge IK              | Div.1        | 1   | 0             | 0             | 0             | 0             | —             | —  | —        | —        | —        |          |          |
| 2000/2001    | Huddinge IK              | SE-20        | 21  | 5             | 1             | 6             | 14            | 2             | 1  | 0        | 1        | 2        |          |          |
| 2001/2002    | Huddinge IK              | HAll         | 42  | 7             | 4             | 11            | 30            | —             | —  | —        | —        | —        |          |          |
| 2001/2002    | Huddinge IK 20           | SE-20        | 1   | 0             | 0             | 0             | 0             | 4             | 2  | 1        | 3        | 27       |          |          |
| 2002/2003    | Djurgårdens IF Hockey    | SEL          | 48  | 4             | 6             | 10            | 65            | 12            | 1  | 1        | 2        | 8        |          |          |
| 2003/2004    | Djurgårdens IF Hockey    | SEL          | 44  | 1             | 5             | 6             | 54            | 4             | 0  | 1        | 1        | 2        |          |          |
| 2004/2005    | Brynäs IF                | SEL          | 3   | 0             | 1             | 1             | 4             | —             | —  | —        | —        | —        |          |          |
| 2004/2005    | Djurgårdens IF Hockey 20 | SE-20        | 5   | 2             | 4             | 6             | 0             | —             | —  | —        | —        | —        |          |          |
| 2004/2005    | Djurgårdens IF Hockey    | SEL          | 35  | 1             | 4             | 5             | 43            | 12            | 2  | 0        | 2        | 10       |          |          |
| 2005/2006    | Toronto Marlies          | AHL          | 16  | 1             | 10            | 11            | 12            | 4             | 0  | 2        | 2        | 2        |          |          |
| 2005/2006    | Toronto Maple Leafs      | NHL          | 34  | 0             | 1             | 1             | 14            | —             | —  | —        | —        | —        |          |          |
| 2006/2007    | Toronto Marlies          | AHL          | 47  | 3             | 14            | 17            | 32            | —             | —  | —        | —        | —        |          |          |
| 2007/2008    | Toronto Marlies          | AHL          | 26  | 3             | 7             | 10            | 14            | 19            | 1  | 1        | 2        | 11       |          |          |
| 2007/2008    | Toronto Maple Leafs      | NHL          | 18  | 0             | 0             | 0             | 7             | —             | —  | —        | —        | —        |          |          |
| 2008/2009    | Toronto Marlies          | AHL          | 42  | 7             | 18            | 25            | 46            | —             | —  | —        | —        | —        |          |          |
| 2008/2009    | Washington Capitals      | NHL          | 3   | 0             | 0             | 0             | 0             | —             | —  | —        | —        | —        |          |          |
| 2008/2009    | Hershey Bears            | AHL          | 17  | 2             | 7             | 9             | 13            | 21            | 3  | 9        | 12       | 6        |          |          |
| 2009/2010    | Calgary Flames           | NHL          | 11  | 1             | 2             | 3             | 2             | —             | —  | —        | —        | —        |          |          |
| 2009/2010    | Abbotsford Heat          | AHL          | 44  | 5             | 23            | 28            | 24            | 9             | 0  | 2        | 2        | 0        |          |          |
| 2010/2011    | Abbotsford Heat          | AHL          | 1   | 0             | 0             | 0             | 0             | —             | —  | —        | —        | —        |          |          |
| 2010/2011    | Djurgårdens IF Hockey    | SEL          | 45  | 7             | 13            | 20            | 14            | 7             | 0  | 1        | 1        | 2        |          |          |
| 2011/2012    | Severstal Čerepovec      | KHL          | 52  | 4             | 13            | 17            | 28            | 6             | 1  | 1        | 2        | 10       |          |          |
| 2012/2013    | Lokomotiv Jaroslavl      | KHL          | 50  | 10            | 12            | 22            | 14            | 6             | 3  | 4        | 7        | 2        |          |          |
| 2013/2014    | Lokomotiv Jaroslavl      | KHL          | 47  | 1             | 18            | 19            | 24            | 18            | 2  | 3        | 5        | 6        |          |          |
| 2014/2015    | Lokomotiv Jaroslavl      | KHL          | 60  | 5             | 20            | 25            | 26            | 6             | 0  | 1        | 1        | 5        |          |          |
| 2015/2016    | Lokomotiv Jaroslavl      | KHL          | 60  | 3             | 22            | 25            | 16            | 5             | 1  | 2        | 3        | 2        |          |          |
| 2016/2017    | Lokomotiv Jaroslavl      | KHL          | 52  | 6             | 12            | 18            | 18            | 15            | 3  | 8        | 11       | 15       |          |          |
| 2017/2018    | Lokomotiv Jaroslavl      | KHL          | 55  | 10            | 25            | 35            | 10            | 9             | 2  | 1        | 3        | 4        |          |          |
| 2018/2019    | Lokomotiv Jaroslavl      | KHL          | 54  | 4             | 7             | 11            | 18            | 6             | 3  | 3        | 6        | 2        |          |          |
| 2019/2020    | Lokomotiv Jaroslavl      | KHL          | 46  | 1             | 8             | 9             | 49            | 6             | 0  | 1        | 1        | 0        |          |          |
| Celkem v NHL | Celkem v NHL             | Celkem v NHL | 66  | 1             | 3             | 4             | 23            | —             | —  | —        | —        | —        |          |          |
| Celkem v KHL | Celkem v KHL             | Celkem v KHL | 476 | 44            | 137           | 181           | 203           | 77            | 15 | 14       | 39       | 46       |          |          |
| Celkem v AHL | Celkem v AHL             | Celkem v AHL | 193 | 21            | 79            | 100           | 141           | 53            | 4  | 14       | 18       | 19       |          |          |
| Celkem v SEL | Celkem v SEL             | Celkem v SEL | 175 | 13            | 29            | 42            | 180           | 35            | 3  | 3        | 6        | 22       |          |          |

## Reprezentace
| Rok          | Tým          | Soutěž       | Z  | G | A | B  | TM |
| ------------ | ------------ | ------------ | -- | - | - | -- | -- |
| 2002         | Švédsko 20   | MSJ          | 7  | 0 | 0 | 0  | 4  |
| 2011         | Švédsko      | MS           | 9  | 1 | 3 | 4  | 4  |
| 2012         | Švédsko      | MS           | 8  | 1 | 1 | 2  | 2  |
| 2013         | Švédsko      | MS           | 10 | 0 | 1 | 1  | 4  |
| 2015         | Švédsko      | MS           | 6  | 1 | 2 | 3  | 4  |
| 2018         | Švédsko      | ZOH          | 4  | 0 | 0 | 0  | 2  |
| Celkem v MS  | Celkem v MS  | Celkem v MS  | 40 | 3 | 7 | 10 | 18 |
| Celkem v ZOH | Celkem v ZOH | Celkem v ZOH | 4  | 0 | 0 | 0  | 2  |